# Morlet
Morlet ist eine französische Gemeinde mit 59 Einwohnern (Stand: 1. Januar 2022) im Département Saône-et-Loire in der Region Bourgogne-Franche-Comté (vor 2016 Bourgogne). Sie gehört zum Arrondissement Autun und zum Kanton Autun-1 (bis 2015 Kanton Épinac).

## Geographie
Morlet liegt etwa 18 Kilometer östlich von Autun. Nachbargemeinden von Morlet sind Épinac im Norden, Saisy im Osten, Collonge-la-Madeleine im Südosten, Tintry im Süden und Südwesten, Auxy im Westen sowie Sully im Nordwesten.

## Bevölkerungsentwicklung
| Jahr                      | 1962 | 1968 | 1975 | 1982 | 1990 | 1999 | 2006 | 2013 | 2019 |
| Einwohner                 | 171  | 148  | 139  | 80   | 78   | 74   | 59   | 74   | 52   |
| Quelle: Cassini und INSEE |      |      |      |      |      |      |      |      |      |

## Sehenswürdigkeiten
- Schloss Morlet, Monument historique

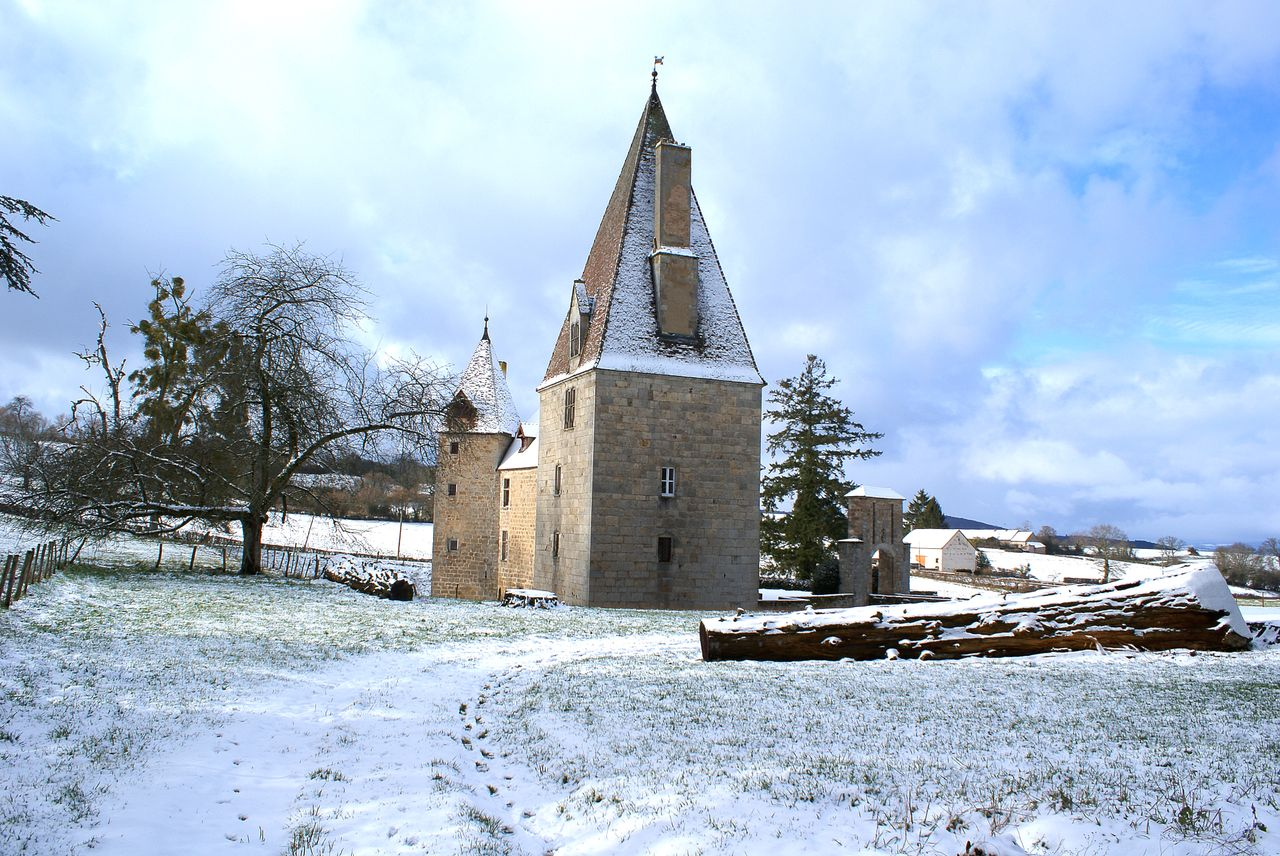
Schloss Morlet

- Schloss Fretoy